# Chiesa di San Giovanni Battista (Rovato)
La chiesa di San Giovanni Battista è un edificio di culto cattolico di Lodetto, frazione del comune italiano di Rovato, in provincia e diocesi di Brescia. Sede parrocchiale, fa parte della zona pastorale della Franciacorta, dove è inquadrata nell'Unità pastorale di Rovato - "Madonna di Santo Stefano".

## Storia
La chiesa sorge in luogo di un edificio di dimensioni inferiori costruito nel corso del XVI secolo. Nel 1669 il curato di Lodetto ricevette dal prevosto di Rovato, da cui dipendeva, la delegazione perpetua della cura delle anime. 
L'edificio attuale fu costruito verso la fine del XVIII secolo e terminato nel 1799. Il 7 novembre 1813 la chiesa fu benedetta dal vescovo di Brescia Gabrio Maria Nava. Nel corso del XIX secolo gli interni furono decorati, nel 1843 vi fu aggiunto un fonte battesimale e nel 1856 fu costruito l'organo, opera di Prospero Foglia.
Nel 1903 la chiesa fu eretta a sede parrocchiale, mentre nel corso del XX secolo l'edificio venne ristrutturato. Nel 1948 la chiesa fu consacrata.
Tra il 1969 e il 1975 la chiesa, secondo quanto stabilito dal Concilio Vaticano II, fu dotata di una mensa eucaristica, posta nel presbiterio, davanti all'altare maggiore, e rivolta verso l'aula. Nel 1999 l'organo fu restaurato.

## Descrizione

### Esterno
La chiesa, orientata lungo l'asse nord-sud, presenta un corpo centrale rettangolare, chiuso sul lato settentrionale dal presbiterio, anch'esso rettangolare.
La facciata, anticipata da un sagrato poligonale, è suddivisa in due registri, separati da una trabeazione aggettante. Quello inferiore è scandito da sei lesene tuscaniche doppie, centralmente nascoste da semicolonne tuscaniche binate, le quali racchiudono al centro il portale di ingresso, decorato da una cornice marmorea sormontata da architrave e timpano triangolare. Quello superiore è scandito da lesene doppie di ordine ionico, centralmente sopravanzate da semicolonne ioniche binate che inquadrano al centro un finestrone rettangolare. L'insieme è sormontato, in corrispondenza delle semicolonne, da un frontone triangolare il cui timpano si presenta affrescato e che presenta, in sommità, una croce metallica. Ai lati del frontone, in corrispondenza delle lesene doppie, sono presenti balaustre piene.
Sul lato occidentale dell'edificio, addossato al presbiterio, si erge il campanile, a base quadrata, coronato alla cima da merlature.

### Interno
L'interno è ad aula unica, scandita da lesene di ordine composito sormontate da una trabeazione aggettante, la quale segna il punto di innesto delle volte. La volta a botte che copre la navata è spezzata, al centro dell'aula, da una copertura a cupola, la cui superficie interna è affrescata, raccordata alle volte da pennacchi affrescati. 
Lungo la navata si trovano gli altari laterali e due cantorie poste a ridosso dell'arco trionfale, delle quali quella sul lato destro contenente l'organo ottocentesco, mentre quella a sinistra contiene una tela raffigurante la Madonna del Rosario. L'altare di sinistra conserva una pala raffigurante i santi Antonio da Padova e Carlo Borromeo.
Il presbiterio, di pianta quadrangolare culminante in un fondale absidale piano, è rialzato rispetto al piano dell'aula. Sul fondale absidale, raccordato alle pareti laterali della zona presbiterale da angoli smussati, è ancorata la soasa dell'altare maggiore, la cui pala è costituita da una tela raffigurante la Natività di S. Giovanni Battista, opera attribuita a Sante Cattaneo. Sui lati del presbiterio si trovano due tele: una Madonna con i SS. Rocco e Fermo sulla sinistra e un'Adorazione dei Magi sulla destra.